# George Gallup
George Horace Gallup (18 de novembro de 1901 - 26 de julho de 1984) foi um pioneiro estatístico estado-unidense e inventor do sistema de Pesquisa Gallup, um método estatístico de sucesso de amostragem de pesquisas para medir a opinião pública.
Gallup, comandou uma grande pesquisa em toda a América Latina, no Brasil em especial, a fim de conhecer os gostos, as opiniões e os hábitos latino-americanos. Seus serviços foram requisitados por Nelson Rockfeller durante um levantamento de dados do Office Of The Coordinator Of Inter-American Affair, do governo dos EUA.

## Vida e carreira

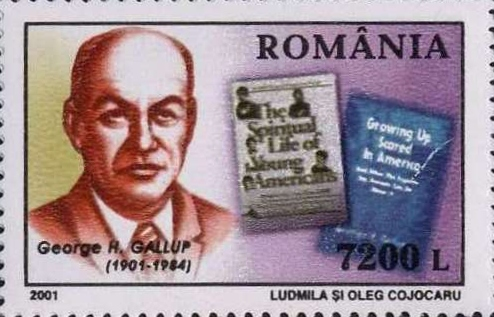
Carimbo, de George Gallup.

Gallup nasceu em Jefferson, Iowa, filho de Nettie Quella (Davenport) e George Henry Gallup, um fazendeiro de laticínios. Quando adolescente, George Jr., conhecido na época como "Ted", distribuía leite e usou seu salário para abrir um jornal na escola, onde também jogava futebol. Formou-se na Universidade de Iowa, onde foi jogador de futebol, membro do capítulo Iowa Beta da fraternidade Sigma Alpha Epsilon e editor do The Daily Iowan, um jornal independente no campus da universidade. Ele obteve seu Bacharelado em 1923, seu Mestrado em 1925 e seu Ph.D. em 1928.
Ele então se mudou para Des Moines, Iowa, onde atuou como chefe do Departamento de Jornalismo da Drake University até 1931. Naquele ano, ele se mudou para Evanston, Illinois, como professor de jornalismo e publicidade na Northwestern University. No ano seguinte, ele se mudou para a cidade de Nova York para ingressar na agência de publicidade Young and Rubicam como diretor de pesquisa (mais tarde como vice-presidente de 1937 a 1947). Ele também foi professor de jornalismo na Universidade de Columbia, mas teve que desistir desse cargo logo depois de formar sua própria empresa de pesquisas, o Instituto Americano de Opinião Pública (Gallup Poll), em 1935.
A Gallup costuma ser creditada como a desenvolvedora de pesquisas públicas. Em 1932, Gallup fez algumas pesquisas para sua sogra, Ola Babcock Miller, uma candidata que estava prestes a ganhar uma posição como secretária de Estado de Iowa. Com a vitória esmagadora dos democratas naquele ano, ela obteve uma vitória impressionante, ampliando o interesse do Gallup pela política.
Em 1936, sua nova organização alcançou reconhecimento nacional ao prever corretamente, a partir das respostas de apenas 50 000 entrevistados, que Franklin Roosevelt derrotaria Alf Landon nas eleições presidenciais dos Estados Unidos. Isso estava em contradição direta com a amplamente respeitada revista Literary Digest, cuja pesquisa baseada em mais de dois milhões de questionários devolvidos previu que Landon seria o vencedor. Gallup não apenas acertou na eleição, como previu corretamente os resultados da pesquisa Literary Digest, também usando uma amostra aleatória menor do que a deles.
Doze anos depois, sua organização teve seu momento de maior ignomínia, quando previu que Thomas Dewey derrotaria Harry S. Truman na eleição de 1948, por entre 5 e 15%; Truman venceu a eleição por 4,5%. Gallup acreditava que o erro se devia principalmente ao encerramento de sua votação três semanas antes do dia da eleição.
Em 1947, ele fundou a Gallup International Association, uma associação internacional de organizações de pesquisa.
Em 1948, com Claude E. Robinson, ele fundou a Gallup and Robinson, Inc., uma empresa de pesquisa de publicidade.
Em 1958, Gallup agrupou todas as suas operações de votação sob o que se tornou a Organização Gallup.

Gallup morreu em 1984 de um ataque cardíaco em sua casa de verão em Tschingel ob Gunten, uma aldeia no Bernese Oberland da Suíça. Ele foi enterrado no cemitério de Princeton. Sua esposa morreu em 1988, e seu filho, o escritor e pesquisador George Gallup Jr., morreu em 2011.